# Fritz Kehl
Fritz Kehl (Bazel, 12 juli 1937) is een Zwitsers voormalig voetballer die speelde als verdediger.

## Carrière
Kehl speelde van 1957 tot 1963 voor FC Zürich in 1963 werd hij landskampioen met de club. De twee seizoen erop speelde hij voor FC Schaffhausen. Hij vertrok in 1965 naar FC Winterthur en speelde er tot in 1969. Hij speelde daarna nog voor FC Wil 1900 voor hij in 1970 stopte als voetballer.
Hij speelde geen interland voor Zwitserland maar nam wel met de Zwitserse ploeg deel aan het WK voetbal 1962.

## Erelijst
- FC Zürich
  - Super League: 1963